# Jan Pierik
J.H.R. (Jan) Pierik (Bentelo, 1959) is een Nederlandse bestuurder en PvdA-politicus. Sinds 28 januari 2020 is hij burgemeester van Borne.

## Biografie
Pierik studeerde politicologie en bestuurskunde aan de Katholieke Universiteit Nijmegen. Van 1 december 2017 tot 28 januari 2020 was hij directeur van de Veiligheids- en Gezondheidsregio Gelderland-Midden. Daarvoor bekleedde hij diverse leidinggevende functies in de ambulancezorg, de Isala Klinieken en het Radboudumc. Tevens was hij ambtenaar bij de gemeenten Arnhem en Enschede.
Van 1986 tot 1995 was Pierik gemeenteraadslid van Nijmegen. Op 3 december 2019 werd hij door de gemeenteraad van Borne voorgedragen als nieuwe burgemeester als opvolger van Gerard van den Hengel. Op 23 januari 2020 werd de voordracht overgenomen door de minister van Binnenlandse Zaken en Koninkrijksrelaties en de benoeming vond plaats middels koninklijk besluit. De benoeming ging in op 28 januari 2020.
Pierik is geboren en getogen in Bentelo en was tot zijn burgemeesterschap woonachtig in Zutphen. Hij is een volle neef van Europees Parlementslid Annie Schreijer-Pierik en wethouder Harrie Scholten van Hof van Twente.